# Bitwa o Bani Walid
Bitwa o Bani Walid – zbrojne starcie stoczone podczas wojny domowej w Libii pomiędzy siłami rebelianckiej Narodowej Armii Wyzwoleńczej a zajmującymi miasto lojalistami Muammara Kaddafiego.

## Przygotowania do bitwy
Po zajęciu Trypolisu włoska agencja Ansa podała za libijskimi źródłami dyplomatycznymi, że Muammar Kaddafi znajduje się w mieście Bani Walid razem z synami Saadim i Saifem al-Islamem. Po zajęciu stolicy, powstańcy przeszli przez Tarhunę i skierowali się ku Bani Walid. 29 sierpnia 60 km na południe od Trypolisu ostrzelany został konwój Chamisa al-Kaddafiego. Dowódca elitarnej Brygady Chamisa poruszał się samochodem Toyota Land Cruiser, w który trafił pocisk wystrzelony przez brytyjski śmigłowiec Hughes AH-64 Apache. Początkowo informowano o śmierci Chamisa, jednak objął on dowództwo razem z bratem Saifem al-Islamem nad batalionem kaddafistów w Bani Walid. Tymczasem algierskie MSZ poinformowało, że żona Kaddafiego Safia z dziećmi Muhammadem, Hannibalem i Aiszą przedostali tego dnia do Algierii. Rząd powstańczy uznał udzielanie schronienia rodzinie Kaddafiego za „akt agresji” ze strony Algierii.
30 sierpnia rebelianci dali Kaddafiemu ultimatum na poddanie się do 3 września. Na ten czas zawieszono walki na froncie pod Bani Walid i Syrtą. Opozycjoniści sądzili, że Kaddafi znalazł schronienie wśród członków plemienia Warfalla w Bani Walid. To największe libijskie plemię, było wewnętrznie podzielone podczas wojny, zdecydowana część stanęła po stronie opozycjonistów, jednak najwierniejsi pozostali u boku Kaddafiego. 1 września załamały się negocjacje ws. pokojowego przekazania miast rebeliantom. Wobec tego powstańcy przedłużyli ultimatum starszyźnie plemiennej o tydzień, do 10 września.
3 września siły rebelianckie (200 pojazdów i 600 bojowników) weszły do wioski Wadi Mardum i zatrzymały się 12 km od Bani Walid. W międzyczasie załamały się negocjacje ze starszyzną plemienną i powstańcy ogłosili, że ultimatum wygasa 4 września o 10:00. Jednak tego dnia atak jeszcze nie nastąpił. 5 września Narodowa Armia Wyzwoleńcza osiągnęła porozumienie, na mocy którego powstańcy mogli bez walki wkroczyć do miasta. Mimo tego nie przejęli miasta, a już 8 września obrońcy miasta wystrzelili kilka rakiet. Pociski Grad spadły 20 km od obleganego miasta.

## Bitwa
Ciężkie walki o kontrolę nad miastem rozpoczęły się 9 września, czyli dzień przed wygaśnięciem ultimatum. Powstańcy powiedzieli, że zajęli miasto wieczorem. W wyniku walk powstańcy zabili oraz wzięli do niewoli kilku żołnierzy. 10 września NATO dokonało co najmniej 5 nalotów w rejonie Bani Walid, gdzie trwały wciąż walki powstańców z siłami Kaddafiego. Żołnierze broni pozycji na północy i zachodzie miasta, także stanowisk snajperskich na budynkach. W Bani Walid walki trwały także dzień później. Część mieszkańców uciekła z miasta, ponadto przymusowo ewakuowano setki cywilów. Miasta bronił garnizon 1200 lojalistów, w tym 200 snajperów.
16 września powstańcy weszli do miasta, jednak nadal toczono ciężkie walki, gdyż siły Kaddafiego postawiły silny opór. Wieczorem Narodowa Armia Wyzwoleńcza została zmuszona do wycofania się z miasta. 18 września oddziały Narodowej Armii Wyzwoleńczej poruszające się pojazdami pick-up zaatakowały ponownie Bani Walid, jednak po chaotycznych walkach wycofały się. 19 września dwa tureckie samoloty Lockheed C-130 Hercules zrzuciły pomoc humanitarną dla mieszkańcom Bani Walid. Jedna maszyna została ostrzelana podczas przelotu nad miastem. W czasie walk lojaliści wykorzystywali cywilów jako żywe tarcze. W nocy z 19 na 20 września żołnierze w Bani Walid zabili 11 młodych mężczyzn podejrzewanych o wspieranie szturmujących. 21 września Narodowa Armia Wyzwoleńcza wprowadziła do walki czołgi. Po dwóch tygodniach ciężkich walkach w mieście zginęło 30 członków rebeliantów, a 50 odniosło obrażenia.
27 września siły opozycji wycofały się z niektórych zajętych wcześniej pozycji ze względu na silny ostrzał ze strony lojalistów. 28 września w walkach w mieście zginął dowódca wojsk powstańczych Daou al-Salhine al-Jadak, wraz z 10 innymi wojskowymi. Żołnierze lojalni wobec Kaddafiego dokonali intensywnego ostrzału rakietowego. 30 września lojaliści dokonali szturmu na południowe dzielnice miasta. Według dowództwa powstańczego, był to najpoważniejszy atak od początku bitwy.
9 października wznowiono walki. Żołnierze sił rządowych zdobyli lotnisko oraz pobliskie wioski Teninai i Shuwaikh, kontrolowane dotąd przez wojska wierne Kaddafiemu. 10 października wojska Muammara Kaddafiego odbiły miejscowe lotnisko zabijając 17 powstańców, a raniąc 50. Po tych wydarzeniach wojsko NRT zaczęło przegrupowanie, które zakończyło się pięć dni później.
15 października powstańcy ponowili atak. Zajęli miejscowy szpital oraz dzielnicę przemysłową. Potem zbliżyli się do głównego placu bronionego przez snajperów, którzy mieli problemy z zaopatrzeniem w amunicję. Kolejnego dnia wojsko NRT szturmowało miasto od północy i południa i połączyli się w centrum. Atakujący napotkali tam na silny opór zwolenników Kadafiego. Odcięli wszelkie drogi prowadzące do miasta. 17 października powstańcy poinformowali, iż kontrolowali miasto. Żołnierze rebeliantów strzelali w powietrze, wznosili okrzyki Allah akbar!.